# Solingen
Pour les articles homonymes, voir Solingen (homonymie).
Solingen est une ville allemande située en Rhénanie-du-Nord-Westphalie. Elle occupe la frange nord du pays de Berg, au sud de la Ruhr. Elle compte environ 160 000 habitants.

## Histoire
Solingen est mentionnée pour la première fois en 965. C'est un petit village pendant des siècles, fortifié au XVe siècle. Pendant la Seconde Guerre mondiale, la ville est totalement anéantie. Les bâtiments remarquables sont : le château des comtes de Berg (XIIe siècle), le château d'Hackhausen, le Klosterkirche (église construite en 1690), le musée allemand des lames (présentant des épées et des lames coupantes de toutes les époques, dans un bâtiment de l'ancienne abbaye de Gräfrath), et le Viaduc de Müngsten (un pont de chemin de fer reliant à la ville voisine de Remscheid, 107 m au-dessus du sol, ce qui en fait le plus haut de ce type en Allemagne).
Le 29 mai 1993, un incendie criminel  survient. Cinq femmes turques, dont trois fillettes, meurent brûlées vives dans un incendie criminel xénophobe commis par des jeunes néo-nazis.
Le 23 août 2024, une attaque au couteau fait trois morts et cinq blessés lors des festivités du 650e anniversaire de la ville,. Le groupe État islamique (EI) revendique cet acte. Le principal suspect est un Syrien arrivé en Allemagne fin décembre 2022 et bénéficiant du statut de protection subsidiaire.

### Appartenances historiques
- Comté de Berg (1133-1380)
- Duché de Berg (1380-1806)
- Grand-duché de Berg (1806-1813)
- Royaume de Prusse (Province de Juliers-Clèves-Berg) (1816-1822)
- Royaume de Prusse (Province de Rhénanie) (1822-1918)
- République de Weimar (1918-1933)
- Reich allemand (1933-1945
- Allemagne occupée (1945-1949)
- République fédérale d'Allemagne (1949-1989)
- Allemagne (depuis 1989)

## Économie
Solingen est appelée la « ville des lames » car c'est sa spécialité depuis le Moyen Âge. Encore de nos jours, 90 % des couteaux allemands y sont forgés à l'acier au vanadium.  Les célèbres coutelleries Zwilling et Wüsthof ont leur usine et siège social à Solingen.
La ville abrite une usine de fabrication de roues du groupe Mefro Wheels (Accuride), ainsi qu'une unité de production du confiseur allemand Haribo et l'entreprise d'électroménager Krups.

## Transports
Solingen est accessible par autoroute et par chemin de fer (gare de Solingen-Ohligs).
La ville présente la particularité d'être une des trois villes allemandes dont les transports urbains sont dotés d'un réseau de trolleybus, réseau qui fête ses 60 ans d'existence le 30 juin 2012. La ligne 683 a utilisé une plaque tournante pour trolleybus jusqu'au 15 novembre 2009. En 2012, le réseau comptait 6 lignes de trolleybus en exploitation, avec 35 trolleybus articulés Vanhool-Kiepe livrés de 2001 à 2003 et de 15 trolleybus Hess-Kiepe livrés de 2009 à 2010.
Il y a près de Solingen le viaduc de Müngsten (1897), le plus haut viaduc ferroviaire d'Allemagne.

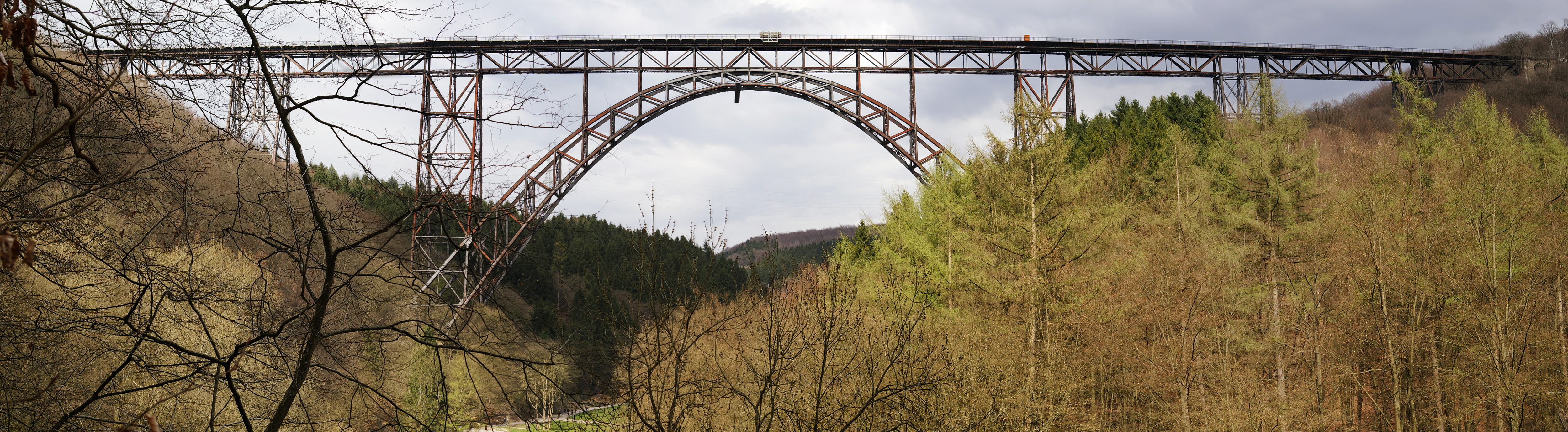
Müngstener Brücke.

## Sport
La ville accueille les championnats du monde de cyclisme sur route en 1954. La ville est également le siège du club BSC Union Solingen.

## Personnalités liées à la commune
- Erwin Bowien (1899-1972), artiste peintre. A créé une colonie d'artistes à Solingen.
- Bettina Heinen-Ayech (1937-2020), artiste peintre, connue pour ses paysages d'Algérie, pays où elle s'est installée en 1963.
- Hanns Heinen (1895-1961), écrivain, poète et journaliste.
- Erna Heinen-Steinhoff (1898-1969). A créé un salon littéraire à Solingen.
- Arthur Moeller van den Bruck (né à Solingen en 1876, décédé en 1925 à Berlin), historien, écrivain et théoricien de la Révolution conservatrice allemande.
- Pina Bausch (née à Solingen en 1940, décédée en 2009 à Wuppertal), danseuse et chorégraphe.
- Frank Uwe Laysiepen, dit Ulay (né à Solingen en 1943), artiste et performer.
- Jessica Mager (de) (née à Solingen en 1988), championne du Monde et d'Europe de tir à la carabine.
- Adolf Eichmann (né à Solingen 1906, décédé en 1962 à Jérusalem) (-), officier SS et criminel de guerre nazi, chargé de la question juive au RSHA de Reinhard Heydrich.
- Christoph Kramer (né à Solingen en 1991), footballeur allemand, milieu de terrain actuellement au Borussia Mönchengladbach et en équipe nationale allemande.
- Ilse Hollweg (née en 1922 et décédée en 1990 à Solingen), soprano allemande.
- Accept (groupe), groupe de Heavy Metal fondé en 1971.
- Christoph Wolff (né à Solingen en 1940), musicologue allemand spécialiste de Johann Sebastian Bach.

## Jumelages
La ville de Solingen est jumelée avec :
- Blyth (Northumberland) (Royaume-Uni)
- Chalon-sur-Saône (France)